# Lithocarpus andersonii
Lithocarpus andersonii är en bokväxtart som beskrevs av Engkik Soepadmo. Lithocarpus andersonii ingår i släktet Lithocarpus och familjen bokväxter. Inga underarter finns listade.